# St. Martini (Hildesheim)

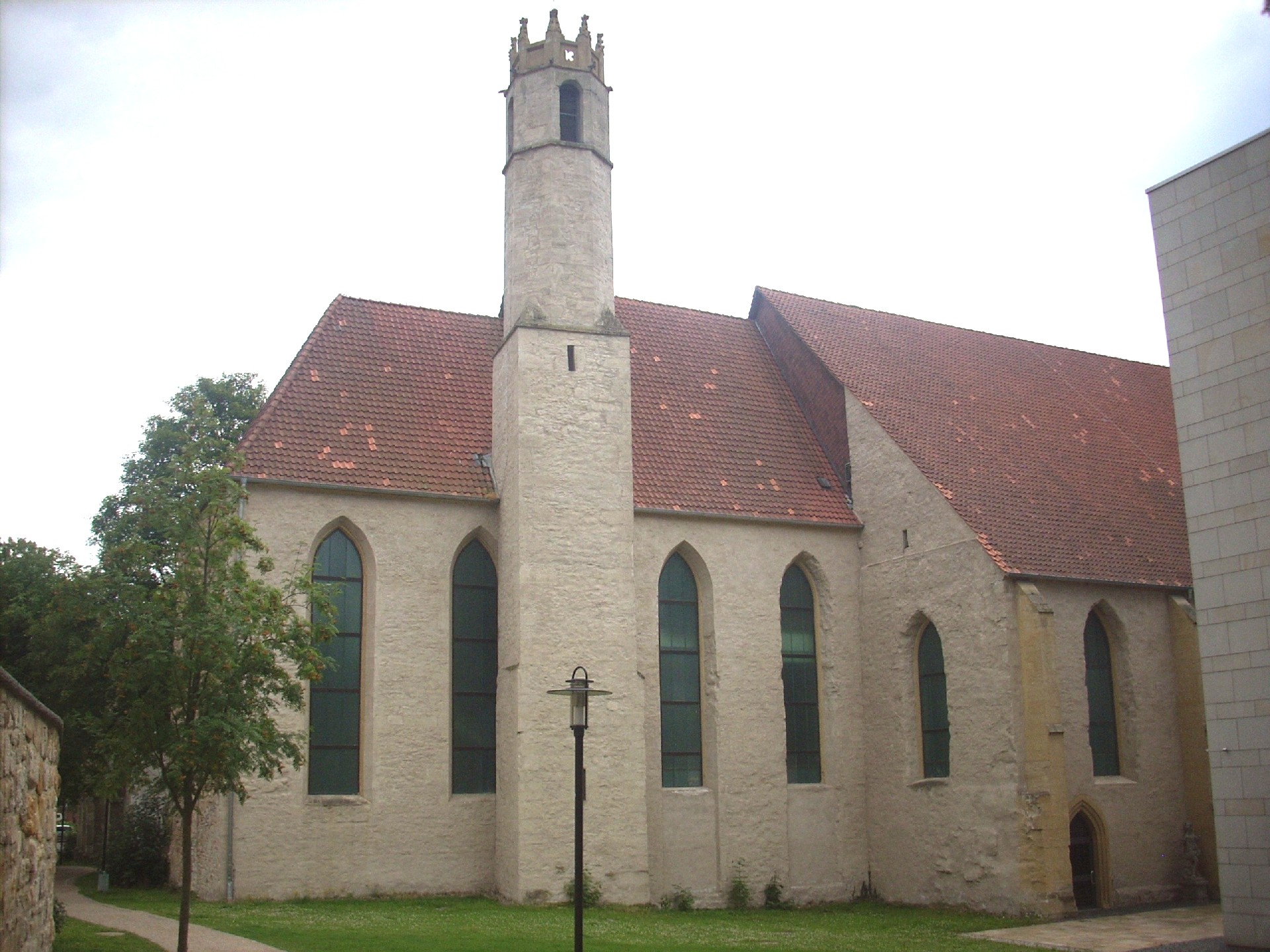
St. Martini, Turm und Chor

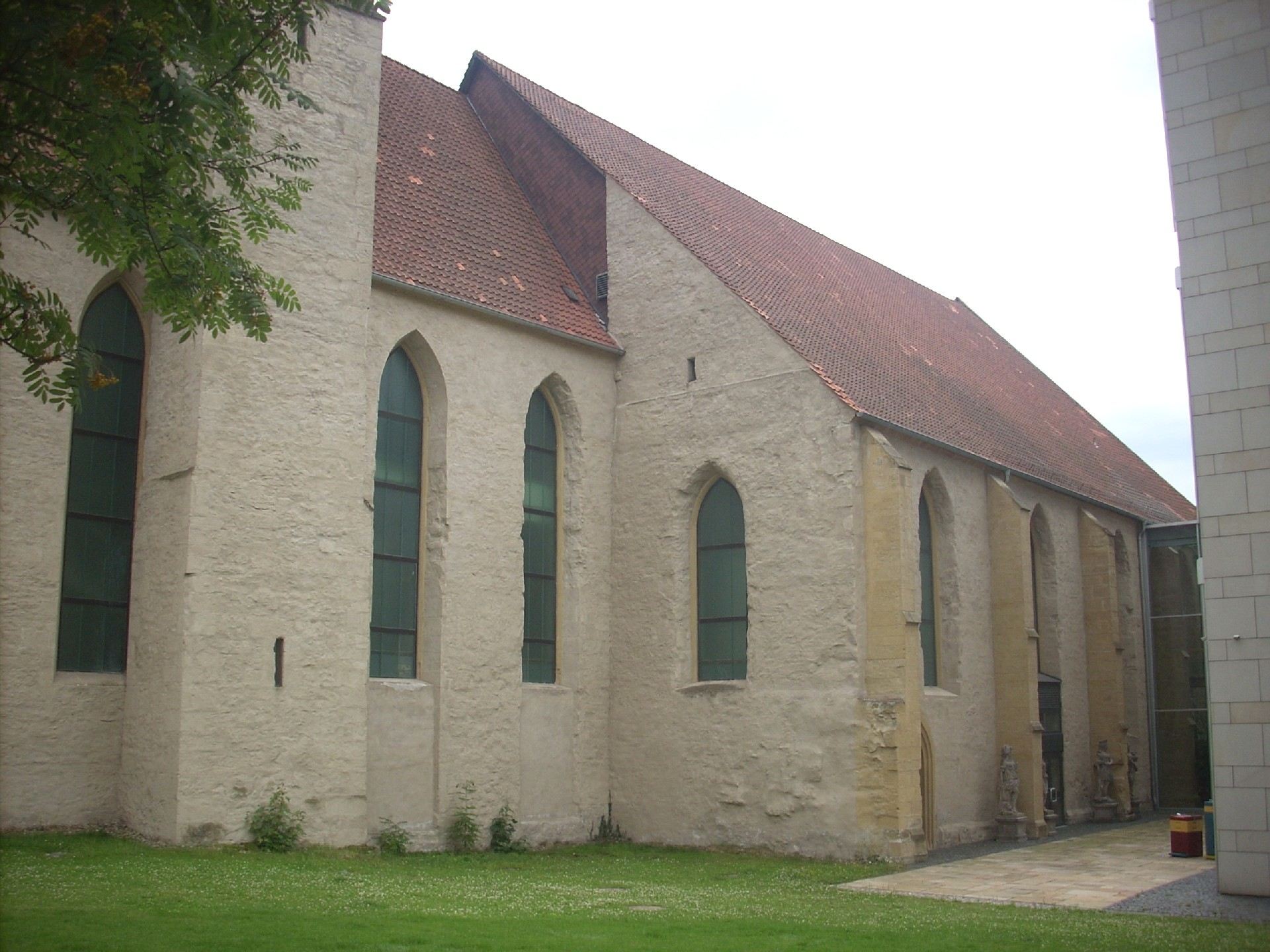
St. Martini, Langhaus

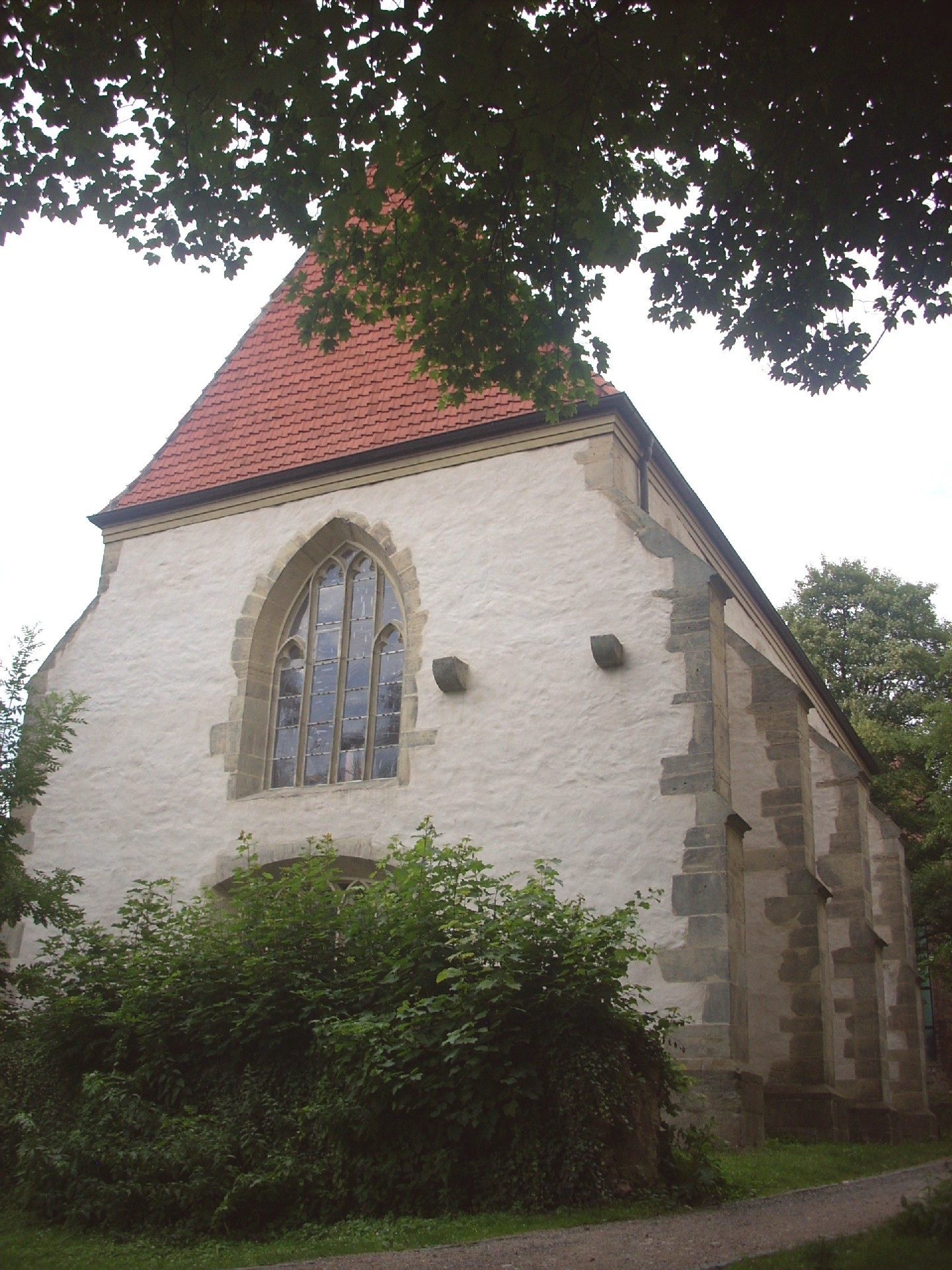
Portiunkula-Kapelle

St. Martini ist eine ehemalige Franziskaner-Klosterkirche in Hildesheim. Sie steht unmittelbar westlich der Ummauerung des Doms und ist heute Teil des Roemer- und Pelizaeus-Museums.

## Geschichte
Die Brüder des 1210 gegründeten Franziskanerordens erreichten Hildesheim von Speyer aus als erstes Ziel in Norddeutschland im Jahr 1223. Sie wurden dort gefördert von Bischof Konrad II., der starke Sympathien für die neuen Ordensgemeinschaften empfand und mit der Ansiedlung der Franziskaner, Dominikaner und Magdalenerinnen der städtischen Bevölkerung mit den „modernen“ Formen der Seelsorge eine ihnen angemessene religiöse Alternative bieten wollte; das Dominikanerkloster in Hildesheim mit der St.-Paulus-Kirche wurde 1231 gegründet, das Frauenkloster St. Maria Magdalena 1227/28.
Das Domkapitel nahm die Franziskaner gastfreundlich auf und stellte ihnen eine erste einfache Unterkunft zur Verfügung.
Etwa gegen 1240 überließ Bischof Konrad II. den Franziskanern einen Bauplatz innerhalb der Domimmunität westlich des Domhügels mit dem Dom an der Straße zur Innerste und dem dortigen Stadttor (heute: Dammstraße, Gelände bis zur Straße Am Steine), so dass zwischen 1240 und 1246 ein Kloster mit Nebengebäuden und die Kirche errichtet werden konnten; über das  Aussehen der Konventsgebäude liegen keine Beschreibungen vor. Aufgrund bauhistorischer Forschungen und dem Vergleich mit zeitgenössischen Klosterbauten der Franziskaner ist von einer geschlossenen vierflügeligen Anlage um einen Kreuzgang auszugehen, die südlich an die Kirche anschloss. Das Kloster gehörte zur Sächsischen Franziskanerprovinz (Saxonia).
Ein bekanntes Mitglied des Konvents war Bruder Konrad, der sich stark in der Sorge für Arme engagiert hatte und am 6. Oktober 1261 starb. Von der Bevölkerung wurde er Conradus Sanctus oder pater sanctus („heiliger Vater“) genannt, sein Grab in der Klosterkirche war das Ziel vieler Gläubiger, und 1466 gewährte Weihbischof Johannes einen 40-tägigen Ablass für alle Besucher des Grabes. Wegen der daraus entstehenden Wallfahrt wurden in der zweiten Hälfte des 15. Jahrhunderts, möglicherweise jedoch bereits im 14. Jahrhundert die Gebäude von Kloster und Kirche teilweise durch einen Neubau ersetzt, in den der vorherige Kreuzgang integriert wurde; die Kirche wurde um ein nördliches Seitenschiff vergrößert.
Anders als die meisten anderen Klöster in Hildesheim wurde der Franziskanerkonvent während der Reformation nach 1542 aufgelöst. Im August 1542 wurde die Kirche für die Öffentlichkeit geschlossen, die Franziskaner konnten darin jedoch zunächst weiter Gottesdienst feiern. Wer evangelisch werden wollte, dem wurde eine Predigerstelle in Aussicht gestellt. Nach den Ratswahlen 1543 trat eine Verschärfung und Beschneidung weiterer Rechte ein. Die Brüder, die nicht protestantisch werden wollten, wurden 1544 der Stadt verwiesen und gingen ins Kölner Franziskanerkloster, acht alte konnten bleiben und erhielten vom Stadtrat eine Rente. Die Klosterkirche St. Martini wurde nach der Zerstörung der Johanneskirche 1547 lutherische Pfarrkirche. Pastor dort wurde Konrad Lüdekke, der letzte Guardian des Franziskanerklosters, der protestantisch geworden war und heiratete. Die beiden letzten Franziskaner verzichteten 1556 auf den Besitz der Klostergebäude für sich und übertrugen ihn auf die Pfarrkirche St. Martini, damit die Gebäude zusammenblieben. Das Grabmal des verehrten Conradus Sanctus und andere Kunstwerke in der Kirche wurden in der Folge zerstört und eingeebnet, zahlreiche Kelche, Kreuze, Schmuckstücke, Paramente und weitere liturgische Geräte wurden beschlagnahmt und verwertet, das Kupfer am Turm und das „Kirchenglöcklein“ wurden entfernt.
1632 kehrten einige Franziskaner auf Fürsprache des Domkapitels gegenüber dem Stadtrat zurück, mussten das Kloster jedoch aufgrund der der kriegerischen Entwicklung 1634 wieder verlassen, wobei sie die wiedergefundenen Gebeine Konrads, die sie zunächst in der Kirche erneut beigesetzt hatten, mitnahmen. Die Kirche wurde wieder lutherisch. Das Kloster wurde als Waisenhaus und Viehstall genutzt. 
Als 1857 St. Michael wieder als Kirche in Gebrauch genommen wurde, wurde die Martinipfarrei mit der Michaelispfarrei vereinigt. Die Martini-Kirche und die Portiunkula-Kapelle wurden profaniert. 1859 wurde in den Räumlichkeiten auf Hermann Roemers Initiative hin das bis heute bestehende Museum eingerichtet. Teile der Kirchenausstattung verblieben bei der Kirchengemeinde und gingen in den Besitz des Museumsvereins über, darunter einige Gemälde, die aus der Kirche stammen.
Am 22. März 1945 wurde St. Martini durch Spreng- und Brandbomben bis auf die Umfassungsmauern und den Turm zerstört. Die Kapelle blieb fast unversehrt erhalten. Bis Ende der 1970er-Jahre wurden im Bereich der Kapelle Figur- und Steinfragmente aus der Trümmerbeseitigung der Bombardierungen im Zweiten Weltkrieg gelagert. Von Studenten der damaligen Fachhochschule Hildesheim/Holzminden wurden unter Jürgen Lagemann die Fragmente sortiert und katalogisiert. Unter anderem wurden Teile der Roland-Figur des Brunnens vor dem Rathaus gefunden. Gut erhaltene Steinfragmente wurden teilweise in späteren Bauvorhaben integriert.

## Kirchengebäude
Über das Aussehen der ursprünglichen Kirche aus dem 13. Jahrhundert liegen nur wenige Erkenntnisse vor. Allerdings ist bis heute Bausubstanz aus dem ersten Kirchbau in der Martinikirche erhalten. Die erste Kirche war kürzer und niedriger als der spätere Bau. Zu erkennen sind noch Gewändesteine von romanischen Rundbogenfenstern. Nach Rekonstruktionen von Markus C. Blaich kann es sich um eine langrechteckige, einschiffige Saalkirche mit eingezogenem quadratischem Altarraum gehandelt haben; womöglich besaß die Kirche auch einen Turm. 1368 waren an dem Gebäude kostspielige Baumaßnahmen erfolgt.
Beim Klosterumbau im 14. oder 15. Jahrhundert wurde auch die Kirche weitgehend neu errichtet. Die Kirche war eine vierjochige frühgotische Hallenkirche mit Ziegeldach. Der rechteckige Chor im Osten war um drei Stufen gegenüber dem Kirchenschiff erhöht. An der Nordseite des Chores war der schlanke quadratische, in den beiden Obergeschossen achteckige Turm angefügt, dessen Fialen-Krone der einzige Schmuck des Baus ist. An das 14 m hohe Hauptschiff war nördlich ein niedrigeres Seitenschiff mit einer Höhe von etwa 11 m angebaut, das vom Hauptschiff durch fünf Spitzbögen zwischen vier achteckigen Pfeilern mit Kämpferkapitellen erreicht wurde; dadurch entstand eine zweischiffige „pseudo-basilikale“ Hallenkirche. Auf Westwerk, Querhaus und Gewölbe wurde verzichtet, alle Teile der Kirche hatten flache Balkendecken. Bei einer Mauerstärke von etwa 1,10 m hatte die Kirche eine Gesamtlänge von 53,95 m und eine Gesamtbreite von 19,47 m. Das Hauptschiff hat eine lichte Weite von 10,91 m, das Seitenschiff von 6,22 m. Der lang ausgezogene Langchor misst 20,66 m in lichter Länge, seine lichte Breite von 10,41 m verjüngt sich nach 10,43 m auf eine lichte Breite von 8,34 m; beide etwa quadratischen Bereiche haben jeweils beidseitig zwei Fenster.
Das Seitenschiff hatte an der Nordseite sieben Spitzbogenfenster, das Hauptschiff an der Südseite fünf Fenster und ein großes, fünfteiliges Spitzbogenfenster im Westen. Mehrere gestiftete Fenster hatten Glasmalereien; ein vierteiliges Fenster über der nördlichen Eingangstür zeigte eine Stadtansicht Hildesheims. An der Südseite der Kirche sind Teile der ehemaligen Klosterbebauung erhalten. Zwei Türen führten hier aus der Kirche in zwei Kreuzgangflügel des Klosters, wo auch die Sakristei lag. An die Ostseite der Kirche schließt sich die 1490 vollendete rechteckige Portiunkula-Kapelle in gotischem Stil an, deren Untergeschoss wahrscheinlich als Leichenhaus für die Franziskaner diente. Sie gehört heute zum Roemer- und Pelizaeus-Museum.